# 1314
1314 (MCCCXIV) fue un año común comenzado en martes del calendario juliano.

## Acontecimientos
- Luis X accede al trono de Francia.
- 23 y 24 de junio: En Bannockburn (Escocia), las tropas de Roberto I de Escocia se enfrentan a las de Eduardo II de Inglaterra en la batalla de Bannockburn, con un resultado decisivo a favor de los escoceses.

## Nacimientos
- 14 de mayo: Sergio de Rádonezh, religioso ruso, el más importante reformador monástico de la Rusia medieval, canonizado por el cristianismo (f. 1392).
- 24 de junio: Felipa de Henao, reina consorte inglesa (f. 1369).
- Valdemar III de Dinamarca.

## Fallecimientos
- 18 de marzo - Jacques de Molay, último Gran Maestre de la Orden del Temple. Quemado en la hoguera en París.
- 20 de abril - Clemente V, papa n.º 195 de la Iglesia católica de 1305 a 1314 y primer papa que residió en Aviñón.
- Mayo - Guillermo de Nogaret, consejero y canciller del Reino de Francia bajo el reinado de Felipe IV el Hermoso.
- 1 de octubre - Sancho Pérez de Paz, hijo ilegítimo del infante Pedro de Castilla y nieto de Alfonso X el Sabio.
- 29 de noviembre - Felipe IV el Hermoso, rey de Francia, en Fontainebleau.
- Alfonso Téllez de Molina, hijo del infante Alfonso de Molina y hermano de la reina María de Molina.
- Pedro Ponce de León, adelantado mayor de la frontera de Andalucía y bisnieto de Alfonso IX de León.